# アーロン・クロウ
アーロン・J・クロウ（Aaron J. Crow, 1986年11月10日 - ）は、アメリカ合衆国カンザス州トピカ出身のプロ野球選手（投手）。右投右打。

## 経歴

### プロ入り前
ミズーリ大学では最速96mphの動く速球とスライダーを武器に活躍し、大学球界では左腕のブライアン・マティスと並ぶドラフトの目玉投手となった。
2008年のMLBドラフト1巡目（全体9位）でワシントン・ナショナルズから指名されたが、400万ドルの契約金を要求したクロウの代理人に対し、ナショナルズが350万ドルしか提示しなかったため交渉は決裂した。その後は独立リーグのフォートワース・キャッツでプレーした。

### プロ入りとロイヤルズ時代
2009年のMLBドラフト1巡目（全体12位）でカンザスシティ・ロイヤルズから指名を受け、9月15日に契約金300万ドル及び出来高払い150万ドルのメジャー契約で入団に合意した。
2010年はAA級ノースウエストアーカンソー・ナチュラルズでスタートするが、不振でシーズン途中にA+級ウィルミントン・ブルーロックスに降格し、トータルで防御率5.73に終わった。
2011年からはリリーフに転向し、オープン戦で好成績を残して開幕ロースターに入り、3月31日のロサンゼルス・エンゼルス・オブ・アナハイム戦でメジャー初登板を果たした。その後好投を続け、オールスターにもロイヤルズの選手ではただ1人選出された。しかし、前半戦の防御率2.08に対し、後半戦は4.34と失速。毎日のブルペンでの調整で疲労が溜まったことが原因とされた。
2012年からは再び先発に転向することになったが、3月にホアキム・ソリアがトミー・ジョン手術でシーズンを全休することが決まると、クロウはリリーフに配置転換された。
2014年1月31日にロイヤルズと147万5000ドルの1年契約で合意した。レギュラーシーズンでは、2012年に次ぐ自己2位となる67試合に登板し、通算250試合登板を達成した。4年連続となる55試合以上に投げたが、防御率はメジャーデビュー以来ワーストとなる4.12 (初の4点台) となった。3セーブ・10被本塁打は、いずれも最も多い数字である。

### マーリンズ時代
2014年11月28日にブライアン・フリンとリード・レッドマンとのトレードでマイアミ・マーリンズへ移籍した。
2015年シーズンには先発投手に転向させる案が浮上したが、3月に右肘に違和感を訴え4月5日に故障者リスト入りし、トミー・ジョン手術を受けることになった。シーズン終了後の12月2日にノンテンダーFAとなった。

### マーリンズ退団後
2016年2月19日にシカゴ・カブスとマイナー契約を結んだが、右肘痛によりルーキーリーグでの3試合の登板に終わった。
2017年は所属球団なく、2018年5月1日にメキシカンリーグのモンクローバ・スティーラーズと契約した。7月3日にFAとなる。7月26日にプエブラ・パロッツに移籍。

## 投球スタイル
92～96mphの速球とスライダーが全投球の9割以上を占める。チェンジアップの精度が上がらず、先発としては好成績を残せなかったが、大学時代から「先発よりもクローザー向き」と評されていた通り、リリーフ転向後は速球とスライダーの組み合わせで結果を残している。

## 詳細成績

### 年度別投手成績
| 年 度    | 球 団    | 登 板 | 先 発 | 完 投 | 完 封 | 無 四 球 | 勝 利 | 敗 戦 | セ 丨 ブ | ホ 丨 ル ド | 勝 率 | 打 者 | 投 球 回 | 被 安 打 | 被 本 塁 打 | 与 四 球 | 敬 遠 | 与 死 球 | 奪 三 振 | 暴 投 | ボ 丨 ク | 失 点 | 自 責 点 | 防 御 率 | W H I P |
| -------- | -------- | ----- | ----- | ----- | ----- | -------- | ----- | ----- | -------- | ----------- | ----- | ----- | -------- | -------- | ----------- | -------- | ----- | -------- | -------- | ----- | -------- | ----- | -------- | -------- | ------- |
| 2011     | KC       | 57    | 0     | 0     | 0     | 0        | 4     | 4     | 0        | 8           | .500  | 266   | 62.0     | 55       | 8           | 31       | 2     | 0        | 65       | 9     | 1        | 20    | 19       | 2.76     | 1.39    |
| 2012     | KC       | 73    | 0     | 0     | 0     | 0        | 3     | 1     | 2        | 19          | .750  | 260   | 64.2     | 54       | 4           | 22       | 2     | 1        | 65       | 4     | 0        | 27    | 25       | 3.48     | 1.18    |
| 2013     | KC       | 57    | 0     | 0     | 0     | 0        | 7     | 5     | 1        | 19          | .583  | 210   | 48.0     | 49       | 6           | 22       | 3     | 2        | 44       | 5     | 0        | 19    | 18       | 3.38     | 1.48    |
| 2014     | KC       | 67    | 0     | 0     | 0     | 0        | 6     | 1     | 3        | 11          | .857  | 244   | 59.0     | 52       | 10          | 24       | 1     | 0        | 34       | 2     | 0        | 32    | 27       | 4.12     | 1.29    |
| MLB：4年 | MLB：4年 | 254   | 0     | 0     | 0     | 0        | 20    | 11    | 6        | 57          | .645  | 980   | 233.2    | 210      | 28          | 99       | 8     | 3        | 208      | 20    | 1        | 98    | 89       | 3.43     | 1.32    |

- 2018年度シーズン終了時

### 記録
- MLBオールスターゲーム選出：1回（2011年）

### 背番号
- 43 (2011年 - 2015年)